# Йонас Мачюліс (баскетболіст)
Йонас Мачюліс (лит. Jonas Mačiulis; 10 лютого 1985, Каунас, Литовська РСР) — литовський професійний баскетболіст, грає на позиції легкого форварда. Нині виступає за іспанський баскетбольний клуб «Реал Мадрид».

## Ранні роки
Починав грати в баскетбол у Школі Арвідаса Сабоніса в 2002 році. Провів у ній два роки, виступав у другому дивізіоні Литви з баскетболу. 2003 року в складі БК Жальгіріс-2 виграв титул чемпіона другої ліги.

## Кар'єра

### Клубна
На професійній арені Мачюліс дебютував 2004 року в складі клубу Литовської ліги «Невежис». У дебютному сезоні в середньому за гру набирав 13,6 очка і 5,8 підбирання. У 2005 році підписав контракт з «Жальгірісом». 2008 року допоміг команді виграти Балтійську лігу, двічі стати чемпіоном Литви (2007, 2008) і двічі здобути Кубок країни (2007, 2008).
Мачюліс різко збільшував результативність кожного наступного року на початку кар'єри - у сезоні 2006-07 він дебютував у Євролізі, де набирав у середньому за гру 12,7 очка і 5,0 підбирання. У сезоні Євроліги 2008-09 гравець набрав максимальні за кар'єру 14,0 очка і 5,0 підбирання за матч.
8 січня 2009 року показав найкращу в кар'єрі результативність - в матчі з «Нансі» набрав 29 очок. 8 квітня 2009 року в грі проти Летувос Рітас Мачюліс побив рекорд Литовської ліги за кількістю поспіль закинутих триочкових кидків - 8.
1 липня 2009 Мачюліс підписав контракт з клубом італійського чемпіонату «Олімпія Мілан». Угода оцінювалася в € 1,2 млн за два роки. Через серйозну травму коліна гравець дев'ять місяців не виходив на майданчик, а «Олімпія Мілан» не продовжив з ним контракт, попри хороші показники до травми.
8 лютого 2012 року вирішив повернутися в Литву, де виступав за баскетбольний клуб «Балтай» до тих пір, поки не дістав запрошення від відомішого клубу. За «Балтай» виступав безоплатно. У першому матчі після травми проти «Калева» набрав 16 очок, 2 підбирання, а його команда перемогла.
24 квітня 2012 гравець підписав контракт з італійською командою «Сієна Монтепаскі» до кінця сезону. 24 липня 2012 року підписав контракт з грецьким «Панатінаїкосом» на один рік. 22 липня 2013 року контракт продовжили ще на два роки. Втім 12 червня 2014 року контракт розірвали.
26 липня 2014 Мачюліс підписав дворічний контракт з іспанським клубом Реал Мадрид. У сезоні 2014–15 Реал Мадрид виграв Євролігу після перемоги у фіналі над клубом Олімпіакос з рахунком 78–59. Зрештою завершив сезон виграшем  чемпіонату після перемоги у фінальній серії над Барселоною з рахунком 3-0. Виграш цього титулу приніс їм Потрійну корону. Також уперше в кар'єрі його вибрали гравцем року в Литві, разом з Гінтаре Петроніте.

### Міжнародна
Мачюліс виступав за збірну Литви в складі юнацьких та молодіжних команд. Грав на Чемпіонаті Європи 2001 року серед юнаків до 16 років. У складі юнацької збірної до 19 років завоював «срібло» на світовій першості 2003 року, на Чемпіонаті Європи 2004 року серед молодіжних команд до 20 років завоював «бронзу», а на Чемпіонаті Європи 2005 року - «срібло». У складі збірної до 21 року завоював золоту медаль на Чемпіонаті світу 2005 року.
У складі першої збірної Литви виступав на Євробаскеті 2007, на якому збірна завоювала бронзову медаль. Також виступав у складі збірної на Олімпіаді 2008 року в Пекіні і Євробаскеті 2009. Виступав на Першості світу 2010, де в складі збірної став володарем ще однієї бронзової нагороди.
Потрапив до складу збірної на Олімпіаду 2012 року в Лондоні.

## Нагороди
- Командор Хреста ордена «За заслуги перед Литвою» (Литва, 2007)
- Командор Хреста ордена Великого князя Литовського Гедиміна (Литва, 2010)
- Командор Великого хреста ордена «За заслуги перед Литвою» (Литва, 2013)